# Salacz Magda
Czigány Magda (sz. Salacz Mária Magdolna) (Kalocsa, 1935. október 7. – Shrewsbury, 2021. július 12.) magyar művészettörténész, könyvtáros.

## Élete
Szülei: Salacz János és Szikra Mária voltak. 1954–1956 között a Szegedi Tudományegyetem hallgatója volt magyar–történelem szakon. 1957–1960 illetve 1961–1962 között a Londoni Egyetem hallgatója volt.
1962-től 20 évig a University College London könyvtárának művészettörténeti szakreferense, 1982–1986 között igazgató-helyettese volt. 1966–1969 között a Londoni Egyetemen művészettörténetet adott elő. 1970–1973 között a berkeleyi Kaliforniai Egyetemen is művészettörténetet oktatott.
1986–2000 között az Imperial College könyvtárának főigazgatója, 1992–2000 között az audiovizuális szolgáltatások igazgatója, 1993–2000 között a bölcsészettudományi ágazat vezetője volt. 2002 óta az Imperial College díszdoktora.
Az angliai magyarokat tömörítő emigrációs szervezetek és mozgalmak munkájában évtizedekig férjével igen aktív volt, számtalan projekt és kiadvány, összejövetel megszervezése stb. kötődik nevükhöz. Egész életében, de főként az utolsó évtizedeiben (főként a rendszerváltás után) aktívan közreműködött magyar könyvtári projektekben és általában véve is részt vett a magyar könyvtárügy életében. Többek közt évekig külföldi szakértője és támogatója volt az alakuló Elektronikus Információ Szolgáltatás (EISZ) projektnek.

## Magánélete
1957–2008 között Czigány Lóránt irodalomtörténész volt a férje. Egy lányuk született: Judith (1958).

## Művei
- Hungarian literature in English translation published in Great Britain. 1830–1968. A bibliography; Molnar, London, 1969 (Publications of the Szepsi Csombor Literary Society English series)
- Néző a képben; Szepsi Csombor Kör, London, 1973 (Szepsi Csombor Kör kiadványai Magyar sorozat)
- Magyar néző Albionban. Írások a modern művészetről; Kortárs, Budapest, 2003 (Phoenix könyvek)
- A tűzmadár fénylő emléke. A londoni Szepsi Csombor Kör ünnepi műsorai a forradalom tizedik, huszadik, huszonötödik és harmincadik évfordulóján; összeállította: Czigány Lóránt, Czigány Magda; Mundus, Budapest, 2006 (1956/2006)
- Kényszerű tanulmányúton. 1956-os magyar egyetemi hallgatók Nagy-Britanniában; Jószöveg Műhely, Budapest, 2007
- "Just like other students". Reception of the 1956 Hungarian refugee students in Britain; Cambridge Scholars, Newcastle upon Tyne, 2009
- Szigetmagyarság, londoni magyar sziget. A Szepsi Csombor Kör rövid története; Kortárs, Budapest, 2012 (Phoenix könyvek)

## Díjai
- Gábor Dénes-nívódíj (1998)